# Macaco d'Arunachal
El macaco d'Arunachal (Macaca munzala) és una espècie de primat catarrí de la família dels cercopitècids. És endèmic d'Arunachal Pradesh, al nord-est de l'Índia. Fou descobert el 1997 pel primatòleg indi Anwaruddin Choudhury, que el classificà com a subespècie del macaco del Tibet (Macaca thibetana). Fou descrit com a espècie pròpia el 2004 per un grup d'investigadors de la Nature Conservation Foundation, una organitzación no governamental amb seu a l'Índia.